# Збірна
Збі́рна — лінійна вантажно-пасажирська залізнична станція Луганської дирекції Донецької залізниці.
Розташована в селищі Збірне, Лутугинський район, Луганській області на лінії Родакове — Ізварине між станціями Родакове (13 км) та Врубівка (8 км).
Через військову агресію Росії на сході Україні транспортне сполучення припинене.